# ジェレミー・ピエ
ジェレミー・ピエ（Jeremy Pied、1989年2月23日 - ）は、フランス・グルノーブル出身のプロサッカー選手。リール所属。ポジションは、ディフェンダー。

## 経歴
オリンピック・リヨンの下部組織出身。
2012年8月、OGCニースに完全移籍。移籍金は300万ユーロで契約は4年。2014–15シーズンはEAギャンガンにレンタル移籍した。
2016年8月、サウサンプトンFCにフリーで加入。2年契約を結んだ。

## タイトル

### クラブ
リヨン
- クープ・ドゥ・フランス：2011-12

リール
- リーグ・アン：2020-21